# 斉藤正剛
斉藤 正剛（さいとう まさよし、1969年11月5日 - ）は、元競輪選手。北海道出身。日本競輪学校第66期卒業。現役時は日本競輪選手会北海道支部所属。
父の斎藤義雄（14期）は元競輪選手で師匠にあたる。また兄の齊藤成良（69期）、弟の齊藤功益（76期）と齊藤由貴（77期）も競輪選手である。

## 戦績
北海道工業高等学校を経て、第66期生として日本競輪学校に入学。同期生には児玉広志、岡部芳幸らがおり、在校競走成績10位（37勝）で卒業すると、1990年8月16日に一宮競輪場でデビューし初勝利を挙げた。
1993年にUCIトラックワールドカップクラシックス（トラックワールドカップ）・コペンハーゲン大会のケイリン種目で2位となり、1995年のトラックワールドカップ・東京大会のチームスプリントでは横田努・稲村成浩と共に走り3位に貢献した。
GIにおける決勝進出歴は、1994年の寬仁親王牌（前橋競輪場）7着と、2009年の競輪祭（小倉競輪場）6着の2回。同様にGIIでは、1992年の全日本新人王戦を含めると5回あり、うち1994年のふるさとダービー（小松島競輪場）では3着、2010年の共同通信社杯秋本番（奈良競輪場）では2着に入った。
2012年11月に松阪競輪場の記念競輪に出走し、最終日の20日に行われた第8R・S級特選で8着となったが、その後S級1班在籍のまま引退の手続きを済ませていたことが明らかになり、同年12月4日に選手登録を削除した。通算成績1823戦314勝。通算優勝回数38。